# Sitio de Nicea (1097)
El sitio de Nicea tuvo lugar entre el 14 de mayo y el 19 de junio del año 1097, durante la Primera Cruzada. Fue el primer enfrentamiento entre el ejército cruzado y los turcos selyúcidas, que terminó con la victoria cruzada y la captura de la ciudad por parte del ejército bizantino.

## Antecedentes
Nicea, una ciudad localizada en la costa este del Lago Ascanio, estuvo en poder del Imperio bizantino hasta el año 1077, en el que los turcos selyúcidas le arrebatan la ciudad y establecen la capital del Sultanato de Rüm. En 1096, la Cruzada de los Pobres llegó hasta Nicea después de haber saqueado todos los alrededores de la ciudad, pero fueron rápidamente destruidos y dispersados por los turcos. Por ello, el sultán Kilij Arslan I no se tomó como una amenaza la segunda oleada de cruzados que llegó más tarde, hasta el punto de dejar a su familia y su tesoro en Nicea para ir a combatir contra los danisméndidas por el control de Malatya.

## El asedio

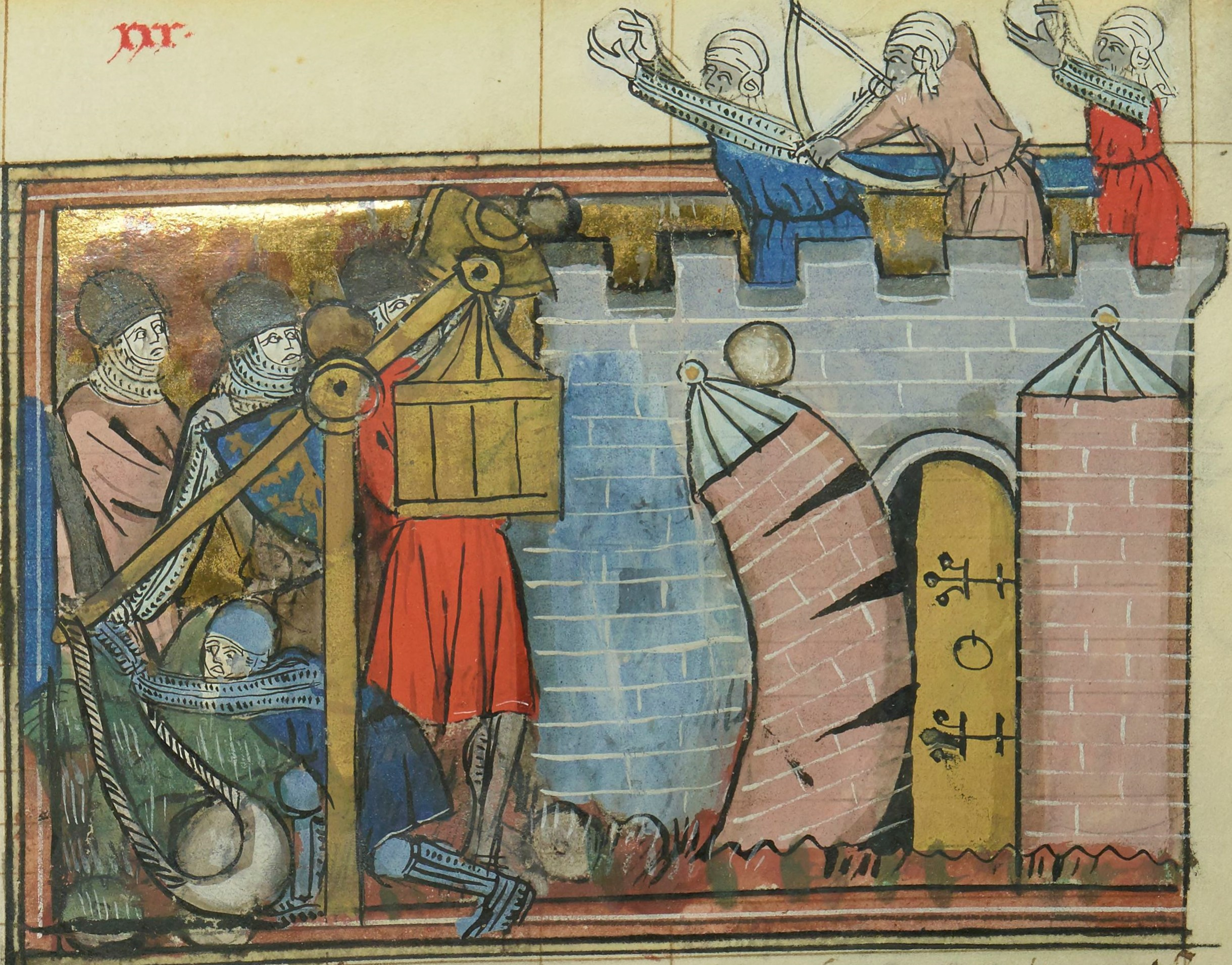
Sitio de Nicea (1097)

Tras múltiples acuerdos y juramentos tomados entre el emperador Alejo Comneno y los principales generales cruzados, el ejército cruzado comenzó a movilizarse para abandonar Constantinopla a finales de abril de 1097. Godofredo de Bouillón fue el primero en llegar a Nicea seguido de Bohemundo de Tarento, el sobrino de este, Tancredo, Raimundo IV de Tolosa y Roberto II de Flandes, acompañados de Pedro el Ermitaño, algunos supervivientes de la Cruzada de los Pobres y un pequeño contingente de tropas bizantinas lideradas por Manuel Butumites. El 6 de mayo llegaron a la ciudad, con escasas provisiones, por lo que Bohemundo ordenó traer alimentos tanto por tierra como por mar. El asedio comenzó el 14 de mayo, asignándose diferentes tropas del ejército cruzado a diferentes secciones de los muros de la ciudad, que se encontraban fuertemente defendidos por doscientos torres. Bohemundo acampó en la zona norte de la ciudad, Godofredo en el este y Raimundo y Ademar de Puy en el sur.

## La derrota de Kilij Arslan
El 16 de mayo los defensores turcos salieron de la ciudad para atacar a los cruzados, pero fueron derrotados rápidamente y perdieron doscientos hombres. Viéndose así en una situación desesperada, los turcos enviaron mensajes a Kilij Arslan suplicándole su regreso, el cual, al darse cuenta de la peligrosa amenaza que suponían los cruzados, regresó rápidamente a Nicea. Las primeras tropas turcas llegaron el 20 de mayo y fueron derrotadas por Roberto de Flandes. El 21 de mayo se enfrentaron el ejército cruzado y el ejército de Kilij Arslan en una batalla que duró toda la noche y, tras numerosas pérdidas en ambos bandos, terminó con la rendición de Kilij Arslan, a pesar de las súplicas de los turcos de Nicea, cuya situación era crítica. 
El resto de los cruzados fueron llegando a Nicea lo largo del mes de mayo y principios de junio, con Roberto II de Normandía y Esteban II de Blois a la cabeza. Mientras tanto, Raimundo y Ademaro comenzaron a construir una gran máquina de asedio que fue colocada en la Torre Gonatas con el fin de mantener ocupados a los defensores de los muros mientras los zapadores iban minando los cimientos de la torre desde abajo. La torre fue dañada pero no se llegó a derribar.

## Llegada de las tropas bizantinas

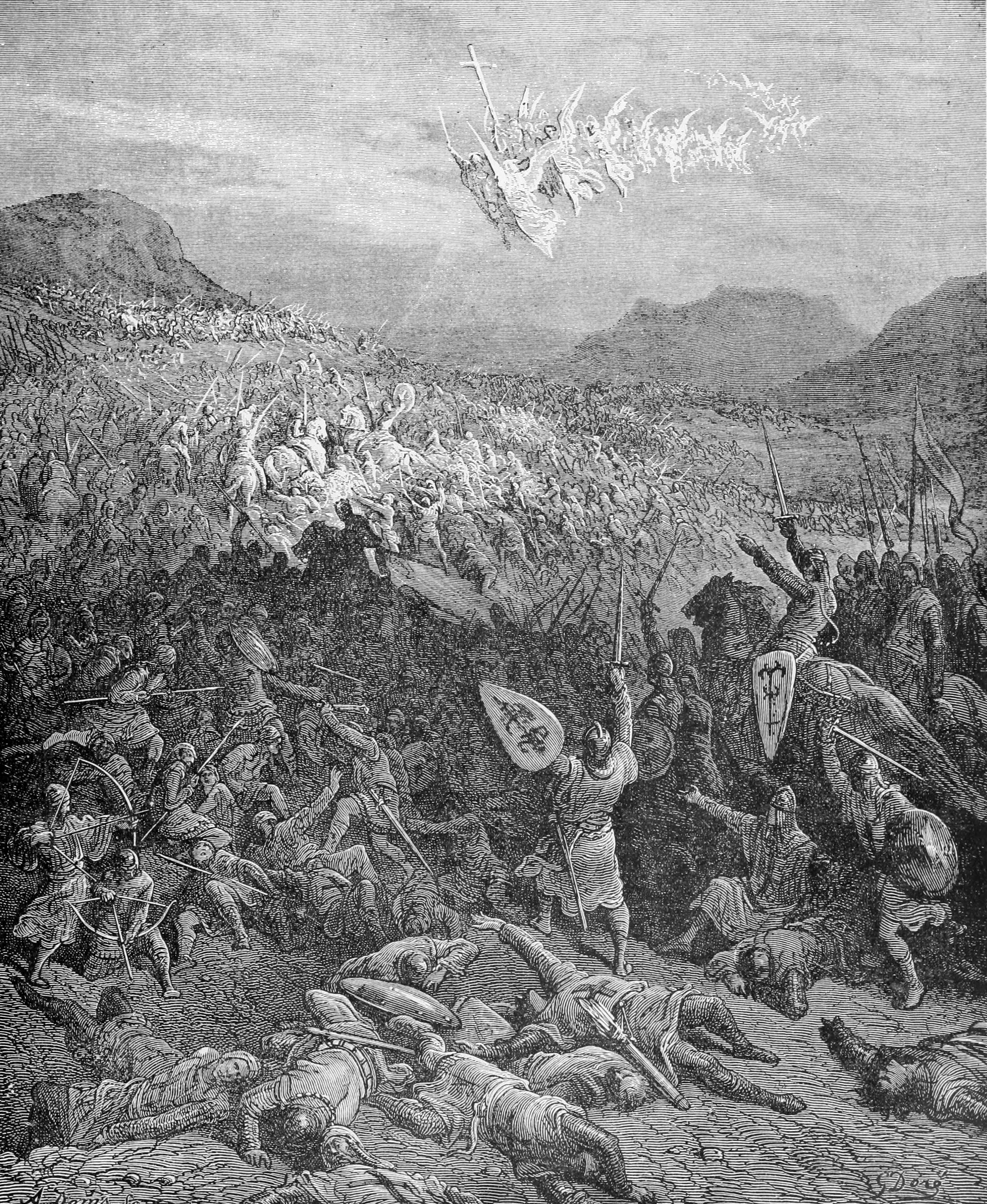
Batalla de Nicea durante la primera cruzada por Gustave Doré.

El emperador bizantino Alejo I no acompañó a los cruzados en su campaña, sino que avanzó detrás de ellos y estableció su campamento cerca de Pelecanum. Desde allí, envió por tierra los botes que necesitaban los cruzados para cruzar el lago Ascanio, el cual había sido utilizado hasta ese momento por los turcos para aprovisionar a la ciudad de alimento. Los botes, cargados de turcopolos (arqueros mercenarios), llegaron el 17 de junio, al mando de Manuel Butumites. Los generales Taticius y Tzitas también fueron enviados junto a dos mil peltastas. Los habitantes turcos de Nicea habían escrito a Alejo solicitando su ayuda tras la rendición y retirada de Kilij Arslan, por lo que dio órdenes a Butumites de negociar en secreto y al margen de los cruzados, la rendición de la ciudad. Taticius fue el encargado de unirse a los cruzados y llevar a cabo un asalto directo a los muros, mientras que Butumites intentaría hacer lo mismo, de forma que pareciera que los bizantinos habían capturado la ciudad. Tras la maniobra, el 19 de junio lo turcos se rendían a Butumites.
Cuando los cruzados se dieron cuenta de la estratagema de Alejo, se mostraron decepcionados y enfadados, puesto que no pudieron saquear la ciudad para obtener dinero y provisiones. Butumites fue nombrado duque de Nicea y prohibió la entrada de los cruzados a la ciudad en grupos superiores a 10 personas al mismo tiempo. Butumites también expulsó a aquellos generales turcos de los que desconfiaba (de hecho, estos hombres intentaron tomar como rehenes a los guías bizantinos para negociar con el emperador). La familia de Kilij Arslan fue enviada a Constantinopla, pero finalmente fueron puestos en libertad sin pedir rescate. Alejo aprovisionó a los cruzados con dinero, caballos y otros pertrechos, pero esto no sirvió para aplacar la rabia de los cruzados por no haber podido saquear la ciudad. Por ello, Butumites decidió no permitir la salida de los cruzados hasta que hubieran jurado vasallaje al emperador Alejo, si no lo habían hecho aún en Constantinopla. En un principio, Tancredo y Bohemundo se negaron, pero finalmente accedieron y tomaron el juramento.

## Consecuencias
Los cruzados abandonaron Nicea el 26 de junio, dividiéndose en dos contingentes. El primero, en la vanguardia, estaba formado por Bohemundo, Tancredo, Roberto de Normandía, Roberto de Flandes y Taticius, y el segundo de ellos, en la retaguardia, estaba formado por Godofredo, su hermano Balduino de Bolonia, Esteban de Blois y Hugo de Vermandois. Taticius, como enviado bizantino, tenía instrucciones de asegurar la entrega de todas las ciudades conquistadas al imperio. 
Tras su primera victoria, los cruzados avanzaban con la moral alta, como se puede apreciar en las cartas de Esteban a su mujer Adela de Blois, donde le indica que llegarán a Jerusalén en cinco semanas. El 1 de julio se enfrentan y vencen de nuevo a Kilij Arslan en la batalla de Dorilea y en octubre alcanzan la ciudad de Antioquía, donde comienza un largo asedio. No llegarán a Jerusalén hasta junio del año 1099, dos años después de su salida de Nicea.